# Дом-музей Ашальчи Оки
«Дом-музей Ашальчи Оки» — дом-музей в селе Алнаши Удмуртии, где проживала первая удмуртская поэтесса и писательница Ашальчи Оки.
В мемориальном музее в селе Алнаши навсегда поселилась светлая, мятущаяся, переполненная горечью любви к людям душа Ашальчи Оки. Этот тихий дом со скамеечкой у крылечка всегда открыт...

## История
В этом доме Акилина Григорьевна Векшина, она же Ашальчи Оки, проживала с конца 1952 года по 1973 год. С литературой дом не связан: в это время известная в 1920-е годы поэтесса, ставшая врачом-окулистом, прошедшая войну, заслуженный врач Удмуртской АССР — она работала тут врачом:

Врачевала Лина Григорьевна действительно самозабвенно. В условиях сельских медпунктов делала операции по удалению катаракты и пересаживала радужную оболочку. В деревни выезжала на гужевом транспорте, зимой закутываясь в тулуп, в отдалённых деревнях жила неделями: возвращаться домой не было времени. Ещё в 1950 г. больных трахомой в Алнашском районе было более 6 тыс. — вылечить нужно было всех! Со дня смерти Лины Григорьевны прошло почти 40 лет. Алнашцы по сей день помнят внимательного и требовательного врача Векшину, с которой до середины 1960-х они и не ассоциировали имя Ашальчи Оки. Люди просто не знали, что это один человек.
После её смерти в 1974 году на доме была открыта мемориальная доска, а через 10 лет — в 1984 году, после смерти проживавшего в доме мужа писательницы Ивана Ивановича Карачева, заслуженного агронома РСФСР, получивший по наследству дом их сын подарил сад детскому дому, а сам дом передал по страховой стоимости на баланс отдела культуры исполкома райсовета.
Вначале музей в доме работал на общественных началах, благодаря медсестре местной больницы Н. М. Фадеевой, которая работала с А. Г. Векшиной.
3 ноября 1987 года состоялось открытие дома-музея, ставшего первым литературным домом-музеем в Удмуртии.
Ещё в 1986 году дом был признан памятником истории регионального значения, изначально был открыт при Отделе культуры Исполкома Алнашского района, Минкультуры УАССР, сейчас является подразделением Алнашского историко-литературного музея.
Это единственный дом, связанный с писательницей: в конце 1980-х годов решался вопрос об открытии второго дома-музея — в д. Кузебаево где родилась, жила в юности писала А. Г. Векшина, но дальше разговоров дело не сдвинулось, и дом Векшиных, располагавшийся на самой окраине деревни, не сохранился.

В 1965 году летом мы с А. Н. Клабуковым ездили на встречу с читателями в Алнашский район. Клабукову очень хотелось встретиться с Ашальчи Оки. И вот мы зашли в дом деревенского типа. Нас встретила пожилая статная женщина. Она в доме оказалась одна. Муж, И. И. Карачев, — в отъезде по своим агрономическим делам. Поскольку мы зашли без предупреждения, Ашальчи Оки несколько растерялась. Но чувствовалось, что она и обрадована.— литературовед А. А. Ермолаев